# Lliga neerlandesa de futbol 1888-89
La Lliga neerlandesa de futbol 1888–1889 va ser el primer campionat nacional de futbol als Països Baixos. Set equips de les ciutats Amsterdam, La Haia, Haarlem i Rotterdam van participar en la competició, que més tard s'anomenaria Eerste Klasse West; com que el districte de futbol occidental dels Països Baixos era l'únic que tenia una competició en aquell moment, es podria considerar un campionat nacional. El VV Concordia de Rotterdam va guanyar el campionat, però aquest campionat no es considerà oficial, ja que els equips no havien jugat el mateix nombre de partits.

## Classificació
| Pos. | Equip             | PJ | PG | PE | PP | GF | GC | Pts | DG  |
| ---- | ----------------- | -- | -- | -- | -- | -- | -- | --- | --- |
| 1    | VV Concordia      | 7  | 5  | 1  | 1  | 12 | 2  | 11  | +10 |
| 2    | HFC               | 7  | 2  | 3  | 2  | 6  | 4  | 7   | +2  |
| 3    | HVV Den Haag      | 6  | 2  | 2  | 2  | 2  | 2  | 6   | 0   |
| 4    | VVA               | 6  | 1  | 4  | 1  | 3  | 3  | 6   | 0   |
| 5    | RAP               | 5  | 0  | 4  | 1  | 2  | 3  | 4   | -1  |
| 6    | Olympia Rotterdam | 2  | 0  | 0  | 2  | 1  | 8  | 0   | -7  |
| 7    | Excelsior Haarlem | 1  | 0  | 0  | 1  | 0  | 4  | 0   | -4  |

PJ = Partits jugats; PG = Partits guanyats; PE = Partits empatats; PP = Partits perduts; GF = Gols a favor; GC = Gols en contra; Pts = Punts; DG = Diferència de gols

## Resultats
| Casa \ Fora | CON | EXC | HFC | HVV | OLY | RAP | VVA |
| ----------- | --- | --- | --- | --- | --- | --- | --- |
| Concordia   |     | 4–0 | 1–0 | 1–0 | 4–0 | –   | 1–1 |
| Excelsior   | –   |     | –   | –   | –   | –   | –   |
| HFC         | –   | –   |     | 1–0 | 4–1 | –   | 0–0 |
| HVV         | 1–0 | –   | 0–0 |     | –   | 1–0 | –   |
| Olympia     | –   | –   | –   | –   |     | –   | –   |
| RAP         | –   | –   | 1–1 | 0–0 | –   |     | 1–1 |
| VVA         | 0–1 | –   | 1–0 | –   | –   | 0–0 |     |